# Kenny McCormick

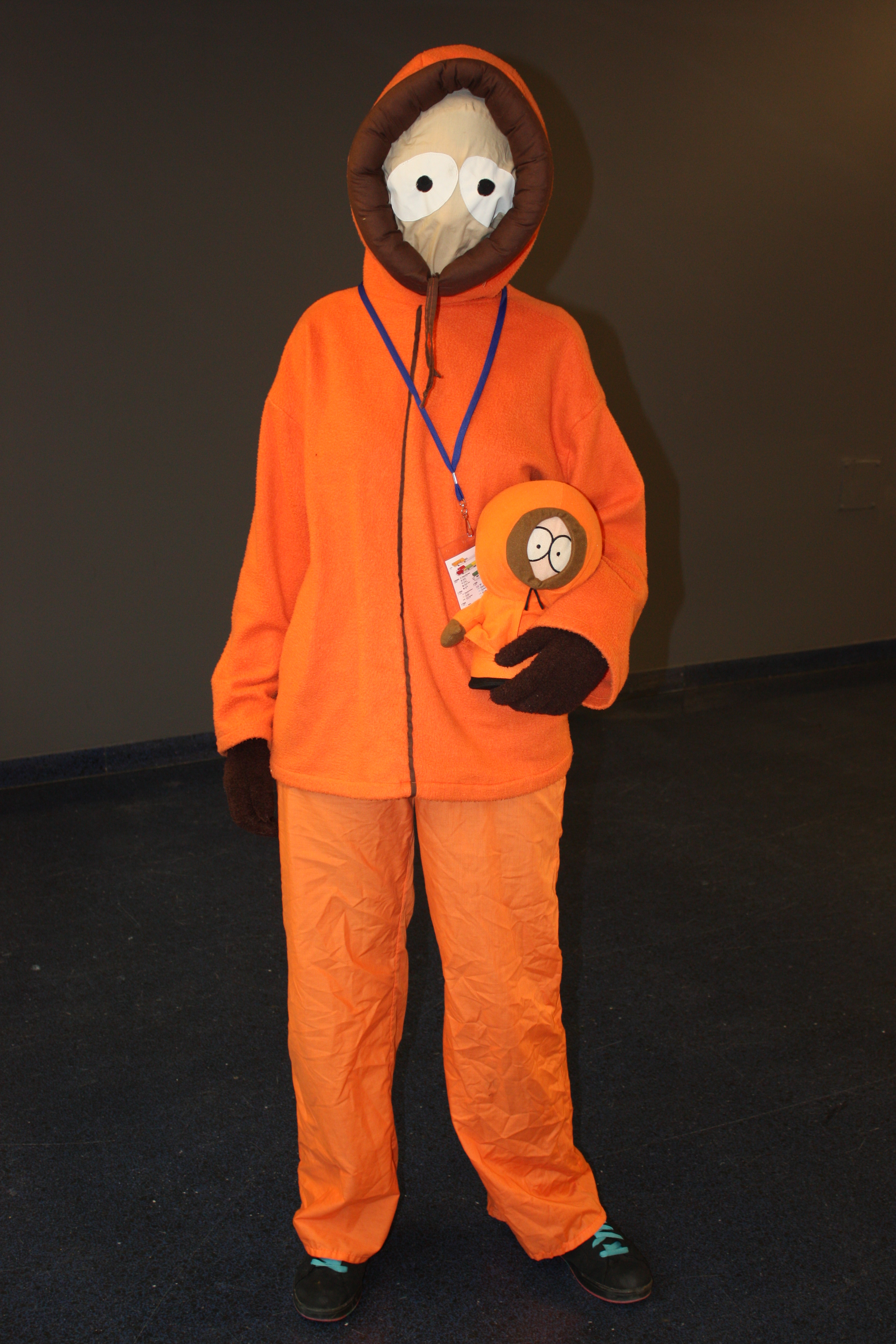
Cosplay Kenny’ego McCormicka

Kenny McCormick – jeden z głównych bohaterów serialu animowanego Miasteczko South Park, obok Kyle’a Broflovskiego, Erica Cartmana i Stana Marsha. W oryginale głosu użycza mu Matt Stone, natomiast w polskiej wersji – Maciej Kowalski.
Kenny zawsze nosi pomarańczowy kombinezon z kapturem naciągniętym na twarz, przez co jego mowa jest dla większości osób niezrozumiała. W pierwszych sezonach Kenny ginie w nietypowy sposób w niemal każdym odcinku, co zwykle komentowane jest przez Stana i Kyle’a słowami: O mój Boże, zabili Kenny’ego! Wy dranie! (Oh my God, they killed Kenny! You bastards!) nawet, jeśli nie znajdują się wtedy w pobliżu. 
Kenny jednak jest nieśmiertelny – pojawia się na nowo w kolejnym (czasami nawet w tym samym) odcinku. W jednym z odcinków wyjaśnione jest, iż po śmierci budzi się cały i zdrowy w swoim łóżku (chociaż sam mechanizm tego zjawiska, jak i jego przyczyna, wydają się być Kenny’emu nieznane) a swoją nieśmiertelność traktuje jako przekleństwo, ponieważ pamięta wszystko, co wydarzyło się w jego dotychczasowym wielokrotnym życiu, włącznie z samym umieraniem (często w bolesny sposób). Świadkowie jego śmierci zdają się natomiast szybko i całkowicie zapominać o tym wydarzeniu - po odrodzeniu się Kenny'ego zachowują się, jakby nigdy nie umarł. W tym odcinku wyjaśniony jest również mechanizm jego odradzania się: po każdej śmierci zostaje na nowo błyskawicznie urodzony przez swoją matkę po czym odłożony do łóżka, gdzie (prawdopodobnie) szybko dorasta do stanu sprzed swojej śmierci. Jak wynika z rozmowy między rodzicami Kenny’ego jest to efekt ich dawnej aktywności w sekcie wyznawców Cthulhu. 
Pochodzi z biednej, patologicznej rodziny, przez co często jest obiektem kpin ze strony Erica. Mieszka w domu z powybijanymi szybami i wypełnionym szczurami. Dom Kenny’ego patrolują roboty-gwardziści, on sam zaś może gasić światło przez klaskanie. Kenny jako pierwszy nabywa przenośną konsolę do gier PlayStation Portable, w którą staje się mistrzem.
Przez jakiś czas po śmierci zaklęty był w ciele Cartmana, przez którego komunikował się ze światem. Jest zdecydowanie najbardziej uświadomionym chłopcem ze wszystkich w serialu, czytuje pisma pornograficzne i zawsze wie co oznaczają trudne słowa w słowniku dorosłych. Rzadko się odzywa, ale dzięki jego komentarzom udaje się znaleźć wyjście z sytuacji. Pokazany jest bez kaptura po raz pierwszy w filmie Miasteczko South Park oraz w kilku odcinkach serialu.

## Występy bez kaptura
- Pełnometrażowy film Miasteczko South Park 
  - Na początku filmu Kenny śpi bez swojego kombinezonu, wstaje i ubiera się, gdy przychodzi po niego Stan.
  - Pod koniec filmu Kenny ściąga kaptur i odsłania twarz, aby pożegnać się z przyjaciółmi.

- Odcinek #402 The Tooth Fairy Tats 2000 – Kenny „wylatuje” z kombinezonu, gdy dzieci chcą mu za pomocą wózka Timmy'ego wyrwać ząb. Widać go jedynie od tyłu.

- Odcinek #415 Fat Camp – Kenny je śledzionę Manata (na język polski przetłumaczone jako krowa morska), a jego usta są pokazane na kilka sekund, ale hałas, który wydawał podczas jedzenia, nie brzmiał podobnie do jego głosu.

- Odcinek #504 Super Best Friends – Kenny ogolił włosy i nosił taki sam strój jak inni, więc nie wiadomo faktycznie który to on. Stan pochylił się do martwego ciała płynącego w wodzie, aby zobaczyć czy to Kyle, a po chwili powiedział: „O mój Boże, zabili Kenny'ego!”. Nie wiadomo jak Stan poznał Kenny'ego, jednak jest prawdopodobne, że poznał cechy twarzowe, które nie były widoczne dla widzów.

- Odcinek #706 Lil' Crime Stoppers – Kenny ściągnął swój kombinezon, aby wziąć prysznic, ale widać go jedynie od tyłu.

- Odcinek #801 Good Times with Weapons – Kiedy chłopcy „przemieniają się” w postacie anime, Kenny nosi tylko szalik na twarzy.

- Odcinek #807 The Jeffersons – Kenny, przebiera się za Blanketa (syn pana Jeffersona), jest to jedyny moment po pełnometrażowym filmie, kiedy to widać Kenny'ego bez kaptura i można zrozumieć co mówi.

- Odcinek #905 The Losing Edge – Kenny nosił baseballowy strój i wyglądał jak inne dzieci. Można było go poznać po jego włosach i numerze na koszulce (nieszczęśliwa trzynastka)

- Odcinek #1103 Lice Capades – Chłopcy fałszywie wykryli w głowie Kenny'ego wszy. Rozbierają go i zaczynają myć mydłem. Można wtedy zobaczyć tył i część twarzy Kenny'ego

- Odcinek #1302 The Coon  – Okazuje się, że pod postacią Mysteriona kryje się właśnie Kenny. Wszyscy dowiadują się o tym na końcu odcinka, gdy Mysterion zdejmuje maskę.

- Odcinek #1310 W.T.F. – Chłopcy uprawiają wrestling, Kenny nosi hełm z kratą, przez którą widać część twarzy. Jego głos jest ciągle zniekształcony przez ową kratę.

- Odcinek #1314 Pee – Kenny razem z przyjaciółmi odwiedza park wodny. Przez część odcinka widać go od tyłu, od boku, lub gdy ktoś zasłania mu twarz. W kilku scenach nosi maskę do nurkowania. Gdy się utopił, jego ciało unosi się na wodzie głową w dół i jest rozpoznane przez Stana.
- Odcinek #1413 Coon vs. Coon & Friends – Pod koniec odcinka pojawia się nowo narodzony, nagi Kenny i jest przed rodziców układany wewnątrz swojego normalnego ubrania.

- Odcinek #1507 You’re Getting Old – Jest pokazany bez kaptura na 10tych urodzinach Stana, choć częściowo jego głowę zasłania Clyde Donovan.
- Odcinek #1608 Sarcastaball – Kenny w szatni jest ubrany jak inne dzieci (w stanikach i hełmach ze sreberka) jednak można go poznać po włosach.Częściowo zasłania mu twarz Eric Cartman lub Stan Marsh.
- Odcinek #1612 A Nightmare on Facetime – Kenny przebrał się za Iron Mana i można było zobaczyć jego włosy, oraz zrozumieć co mówi.